# Alessandro Diamanti
Alessandro Diamanti (Prato, Provincia de Prato, Italia, 2 de mayo de 1983) es un exfutbolista italiano que jugaba de centrocampista.

## Trayectoria
Diamanti comenzó su carrera futbolística jugando para el equipo de su ciudad, Prato. Fue cedido a los clubes en la Toscana incluido el recién formado Florentia Viola. En el verano de 2004, se unió a U.C. Albinoleffe en un contrato de copropiedad. Después de haber jugado unas temporadas y media fue cedido de nuevo a Prato y al final de la temporada el Prato recompró la mitad de los derechos de registro de Albinoleffe. Después de haber anotado 15 goles en 31 salidas en la temporada 2006-07 fichó por el equipo de la Serie A italiana de Livorno.
Diamanti hizo 14 aperturas y 12 como suplente en su primera temporada con el club de la Toscana. En la temporada 2008-09 marcó 20 goles en 39 partidos de liga y copa, ayudando a la promoción de Livorno a la Serie A. El 23 de agosto de 2009, Diamanti jugó en Livorno la primera jornada en la Serie A, un empate en casa 0-0 ante Cagliari. La semana siguiente firmó un contrato por cinco años con el West Ham United de la Premier League por una cantidad no revelada e hizo su debut en la derrota 1-0 el 12 de septiembre ante el Wigan Athletic.
Anotó su primer gol desde el punto penal, aunque fue algo polémico, en su debut en casa ante el Liverpool el 19 de septiembre de 2009. En una pobre temporada para el West Ham, Diamanti se estableció como uno de los delanteros más prolíficos del West Ham. El 24 de agosto de 2010, el club Brescia de la Serie A compró a Diamanti por € 2,2 millones al West Ham. Y en el caso de que el Brescia quiera asegurar su permanencia para la próxima campaña, deberá pagar otros € 300 000 al club.
Alessandro fue presentado en Brescia 25 de agosto de 2010, y decidió continuar con el número 23 en su camiseta. Luego de su paso por el Brescia firmó con el Bologna donde tuvo buenas actuaciones que lo llevaron ser capitán, luego de su paso por el equipo rossoblu, decidió probar suerte en China con el Guangzhou Evergrande donde tuvo buenas actuaciones que lo llevaron a fichar por la Fiorentina.
El 29 de agosto de 2016 se oficializó su contratación por la Unione Sportiva Città di Palermo por dos temporadas con opción a otra.

## Selección nacional
Fue internacional con la selección de fútbol de Italia en 17 ocasiones y marcó un gol. Debutó el 17 de noviembre de 2010, en un encuentro amistoso ante la selección de Rumania que finalizó con marcador de 1-1.

### Participaciones en Eurocopas
| Eurocopa      | Sede              | Resultado  |
| ------------- | ----------------- | ---------- |
| Eurocopa 2012 | Polonia y Ucrania | Subcampeón |

### Participaciones en Copas FIFA Confederaciones
| Copa                           | Sede   | Resultado     |
| ------------------------------ | ------ | ------------- |
| Copa FIFA Confederaciones 2013 | Brasil | Tercer puesto |

## Clubes
| Club                  | País       | Año       |
| --------------------- | ---------- | --------- |
| A. C. Prato           | Italia     | 1999-2000 |
| Empoli F. C.          | Italia     | 2000-2001 |
| A. C. Prato           | Italia     | 2001      |
| A. C. Fucecchio       | Italia     | 2002      |
| A. C. Prato           | Italia     | 2002-2003 |
| Florentia Viola       | Italia     | 2003      |
| A. C. Prato           | Italia     | 2003-2004 |
| U. C. AlbinoLeffe     | Italia     | 2004-2006 |
| A. C. Prato           | Italia     | 2006-2007 |
| Livorno Calcio        | Italia     | 2007-2009 |
| West Ham United F. C. | Inglaterra | 2009-2010 |
| Brescia Calcio        | Italia     | 2010-2011 |
| Bologna F. C.         | Italia     | 2011-2014 |
| Guangzhou Evergrande  | China      | 2014      |
| ACF Fiorentina        | Italia     | 2015      |
| Guangzhou Evergrande  | China      | 2015      |
| Watford F. C.         | Inglaterra | 2015-2016 |
| Atalanta B. C.        | Italia     | 2016      |
| U. S. Palermo         | Italia     | 2016-2017 |
| A. C. Perugia         | Italia     | 2018      |
| Livorno Calcio        | Italia     | 2018-2019 |
| Western United F. C.  | Australia  | 2019-2023 |

## Palmarés

### Campeonatos nacionales
| Título             | Club                 | País   | Año     |
| ------------------ | -------------------- | ------ | ------- |
| Serie C2           | Florentia Viola      | Italia | 2002-03 |
| Superliga de China | Guangzhou Evergrande | China  | 2014    |